# Adrianales
Los adrianales eran unos juegos establecidos por Antonino en Puteoli en honor del emperador Adriano, su padre adoptivo. 
Por el mármol 54 de Oxford se sabe que en estas fiestas había concursos de música y se celebraban en Roma, Tebas y en Éfeso. Las había de dos especies, unos anuales y otras que se celebraban cada cinco años.